# University of Mount Olive Men's Volleyball
La University of Mount Olive Men's Volleyball è la squadra di pallavolo maschile appartenente alla University of Mount Olive, con sede a Mount Olive: milita nella Conference Carolinas della NCAA Division I.

## Storia
La squadra di pallavolo maschile della University of Mount Olive fa parte della Conference Carolinas dal 2010, anno nel quale la conference ha iniziato le proprie attività nella pallavolo maschile, vincendo le prime due edizioni del torneo.

## Record
| Piazzamento          |   | Edizione                           |
| -------------------- | - | ---------------------------------- |
| Titoli di conference | 2 | Conference Carolinas: 2 2010, 2011 |

## Conference
- Conference Carolinas: 2010-

## Allenatori
- Cole Tallman: 2009-2011
- David Heller: 2012-2018